# Tada Tokan
Tokan Tada (多田 等観, Tada Tokan, 1890-1967) est un moine et tibétologue japonais.
Selon Hisao Kimura, Tada Tokan séjourna, en même temps que le prêtre bouddhiste japonais Aoki Bunkyo de 1912 à 1916, au Tibet où ils représentaient le comte Ōtani Kōzui,. Selon Scott Berry, les relations tibéto-japonaises prirent fin en 1914 après la disgrâce du comte Ōtani Kōzui,.